# Непал на Олимпийских играх
Непал дебютировал на летних Олимпийских играх в 1964 году в Токио, пропустив только Игры 1968 года в Мехико. Начиная с 1972 года, спортсмены из Непала непрерывно принимают участие во всех летних Олимпийских играх. За всё время участия в Олимпийских играх непальские спортсмены не завоевали официально ни одной Олимпийской медали. Только в показательных выступлениях на Олимпийских играх в Сеуле Бидхан Лама завоевал бронзовую Олимпийскую медаль в тхэквондо.
На зимних Олимпийских играх спортсмены Непала принимали участие лишь 4 раза: в первый раз на Играх 2002 года в Солт-Лейк-Сити, в последний раз на Играх 2014 года в Сочи.
Национальный Олимпийский комитет Непала был основан в 1962 году и признан Международным олимпийским комитетом в 1963 году.